# یولیوس راب
یولیوس راب (انگلیسی: Julius Raab؛ ۲۹ نوامبر ۱۸۹۱ – ۸ ژانویهٔ ۱۹۶۴) یک سیاست‌مدار اهل اتریش بود.